# Kyrkån

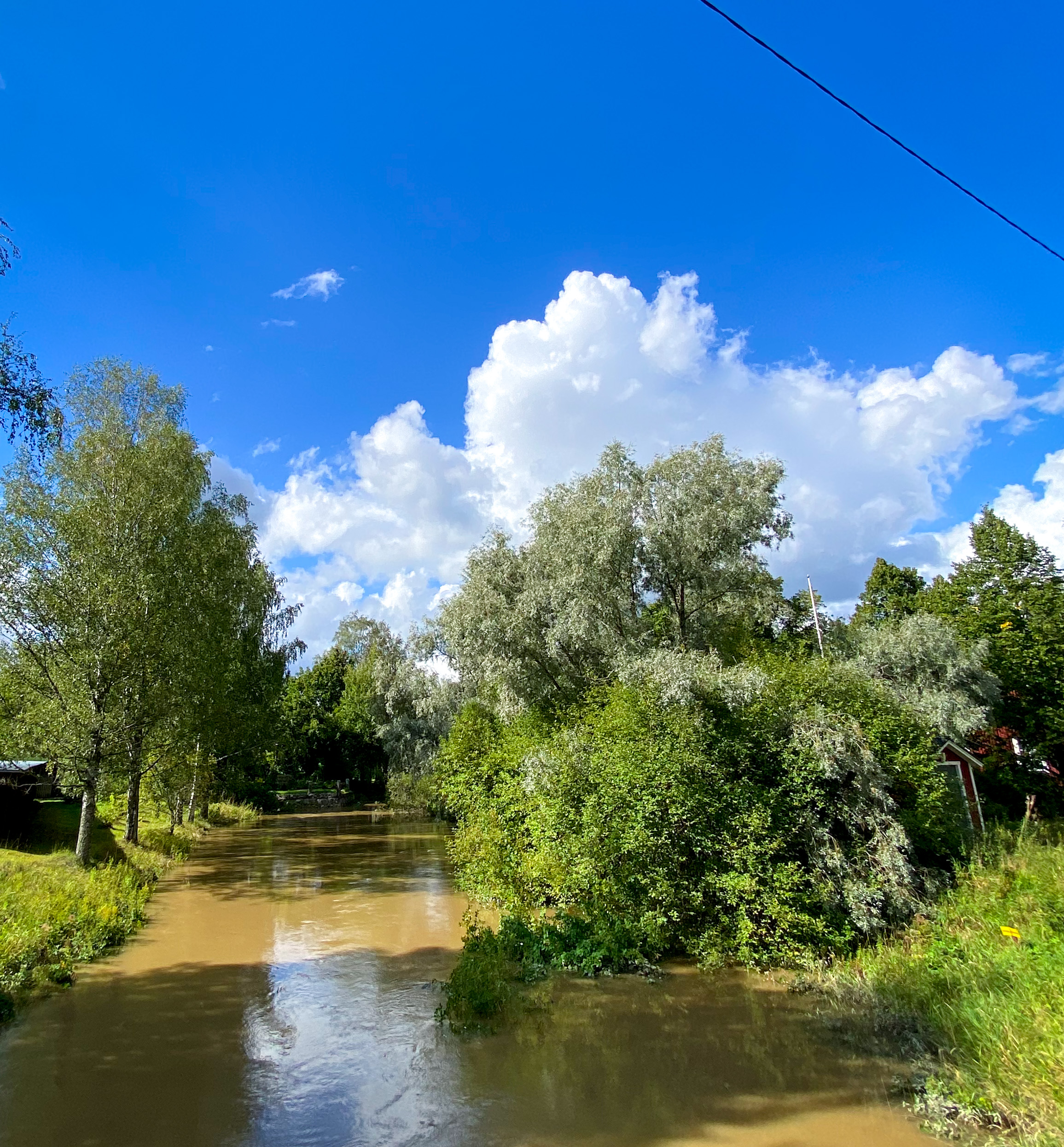
Kyrkån i Sjundeå kyrkoby på sommaren 2023.

Kyrkån (finska: Kirkkojoki) är ett vattendrag i Sjundeå, Finland.   Det ligger i landskapet Nyland, i den södra delen av landet, 40 km väster om huvudstaden Helsingfors. Ån mynner ut i Sjundeå å. Kyrkån är 8,2 km lång och längs ån finns bland annat Sjundeå S:t Petri kyrka och Sjundeå prästgård.